# 바르토시 슬리시
바르토시 피오트르 슬리시(폴란드어: Bartosz Piotr Slisz, 1999년 3월 29일~)는 폴란드의 축구 선수로, 포지션은 미드필더이다. 현재 메이저 리그 사커의 애틀랜타 유나이티드 FC와 폴란드 축구 국가대표팀에서 활동하고 있다.

## 구단 경력
2017년, 슬리시는 자그웽비에 루빈과 계약을 맺었다. 2020년 2월 28일, 그는 레기아 바르샤바와 4년 6개월 계약을 맺었다. 바르샤바의 팀은 이적료로 180만 유로를 지불했는데, 이는 당시 엑스트라클라사 구단이 지불한 최고 이적료였다.
2024년 1월 메이저 리그 사커의 애틀랜타 유나이티드와 4년 계약을 맺었다.

## 국가대표팀 경력
슬리시는 2021년 9월 5일 산마리노와의 2022년 FIFA 월드컵 예선 전에서 폴란드 국가대표팀 데뷔 전을 치렀고, 후반전에 야쿠프 모데르와 교체 투입되어 7-1 승리를 거두었다.
그는 2024년 6월에 첫 국제 대회에 소집되어 독일에서 열리는 UEFA 유로 2024에 참가할 폴란드의 최종 명단에 이름을 올렸다.